# KING and QUEEN
「KING and QUEEN」は、近藤真彦の42作目のシングル。1998年5月20日に発売された。発売元はSony Records。

## 概要
前作「愛はひとつ」から1年3ヶ月振りの楽曲。近藤のシングルでは8センチCD最後となった。

## タイアップ
テレビドラマ『ドンウォリー!』主題歌

## 収録曲
1. KING and QUEEN(4:11)
作詞・作曲：canna
編曲：柏原利勝・山口栄
2. アヤマチ(3:30)
作詞：山崎民士
作曲：井上慎二郎
編曲：小野沢篤
3. KING and QUEEN （オリジナル・カラオケ）